# ابوقیس (میمون)
ابوقَیس (به عربی: أبو قَيس) کنیهٔ میمون هم‌پیالهٔ یزید بود؛ که از گُردهٔ خلیفه بالا می‌رفت، و از جام او می‌نوشید. یزید وانمود می‌کرد؛ که او پیرمردی از بنی‌اسرائیل است، که برای گناهانش مسخ شده‌است.
مسعودی در مروج‌الذهب بوقیس را هم‌نشین می‌گساری یزید می‌داند، که متکایی ویژهٔ او در آن انجمن جای‌داشت. وی با گورخری زین و لگام‌شده سوارکاری می‌کرد. روزی ابوقیس از دیگر سوارکاران پیشی گرفت و به نزد یزید رسید، که شاعری شامی آن روز درباره‌اش چنین سرود:
| تمسک أبا قیس بفضل عنانها      |  | فلیس علیها إن سقطت ضمان |
| ألا من رأی القرد الذی سبقت به |  | جیاد أمیر المؤمنین أتان |

بگیر ابوقیس افسار ماچه‌خر. بر گردنش نیست گر تو بیفتی.
کیست که دیده باشد، میمونی را که پیش بیافتد از اسبهای امیرالمؤمنین با گورخری؟

## مرگ
او جامه‌ای از ابریشم سیاه بر تن و کلاهی رنگارنگ بر سر داشت؛ و در هم‌آوردی سوارکاری بر خری آموزش‌دیده سوار بود و می‌تاخت، که ناگهان خر او را به زیرافکند و گردن ابوقیس شکست. یزید با دل‌شکستگی، خاک‌سپاری او را با انجام آیین اسلامی برگزار کرد. همچنین او را سرآمد و بزرگ بوزینگان خواند، و برای گور آراسته با گل شنگ او آرزوی نزدیکی به خدا را داشت.
| لم یبق قرم کریم ذو محافظة   |  | إلا أتانا یعزّی فی أبی قیس    |
| شیخ العشیرة أمضاها وأحملها  |  | له المساعی مع القربوس والدیس |
| لا یعبد الله قبراً أنت ساکنُه |  | فیه الجمالُ وفیه لحیةُ التیس   |

## در سریال مختارنامه
در پرده‌ای از مجموعهٔ تلویزیونی مختارنامه، قاصد یزید خطاب به عبیدالله بن  زیاد می‌گوید که علت سقوط ابوقیس، شل‌بستن تنگ اسب او با سوءقصدی بوده‌است.